# Klövängen
Klövängen este o arie protejată (arie specială de conservare — SAC, sit de importanță comunitară — SCI) din Suedia întinsă pe o suprafață de 2,2 ha, integral pe uscat.

## Localizare
Centrul sitului Klövängen este situat la coordonatele 60°01′29″N 18°25′58″E / 60.0247°N 18.4329°E.

## Înființare
Situl Klövängen a fost declarat sit de importanță comunitară în aprilie 2004 pentru a proteja 1 specie de animale. Situl a fost protejat și ca arie specială de conservare în martie 2011.

## Biodiversitate
Situată în ecoregiunea boreală, aria protejată nu include niciun habitat protejat.
La baza desemnării sitului se află o specie protejată de  nevertebrate: Hypodryas maturna.